# David Bohm

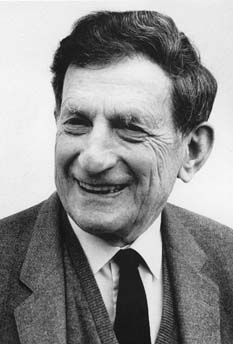
David Bohm

David Joseph Bohm [ˈdeɪvɪd ˈdʒoʊzɪf ˈboʊm] (* 20. Dezember 1917 in Wilkes-Barre, Pennsylvania; † 27. Oktober 1992 in London) war ein US-amerikanischer Quantenphysiker und Philosoph.
Bohm hat eine Reihe signifikanter Beiträge zur Physik geliefert, insbesondere im Bereich der Vielteilchentheorie und der Grundlagen der Quantenmechanik. Bohm ist Begründer der bohmschen Mechanik, einer alternativen Interpretation der Quantenmechanik.

## Leben
Bohm besuchte das Pennsylvania State College und studierte ab 1939 bei Robert Oppenheimer am California Institute of Technology und dann an der University of California, Berkeley, wobei er sich – wie andere Studenten von Oppenheimer – Ende der 1930er Jahre in pazifistischen und kommunistischen Studentenorganisationen engagierte. Deswegen war Bohm zunächst nicht direkt am Manhattan-Project beteiligt, und er bekam deswegen zu Beginn der McCarthy-Ära erhebliche Probleme. 1943 promovierte David Bohm in Berkeley und arbeitete danach doch theoretisch an elektromagnetischer Urananreicherung am Oak Ridge National Laboratory in Oak Ridge.
Nach dem Zweiten Weltkrieg war Bohm Assistant Professor an der Princeton University. Hier arbeitete er auch mit Albert Einstein zusammen. Als sich Bohm 1949 weigerte, vor dem Komitee für unamerikanische Umtriebe, dem HUAC, auszusagen, ob er oder einer seiner Kollegen – insbesondere Robert Oppenheimer – mit dem Kommunismus sympathisierten, wurde er 1950 festgenommen und in der Folge von der Universität Princeton entlassen (trotz eines Freispruchs 1951). Obwohl Bohm die Fürsprache von Einstein und anderen Personen hatte, fand er keine Stelle in den USA. Bohm wanderte nach Brasilien aus, wo er Professor an der Universität von São Paulo wurde. Ab 1955 war er am Technion in Haifa und ab 1957 Research Fellow an der University of Bristol. 1961 wurde er Professor am Birkbeck College der Universität London, wo er bis zu seiner Emeritierung 1987 blieb.

## Physikalisches Werk
In den 1950er Jahren befasste sich Bohm mit Vielteilchentheorie, wo er wichtige Pionierarbeit leistete (Bohm-Diffusion in der Plasmaphysik und anderes).
Ein weiterer Schwerpunkt betrifft die Grundlagen sowie die Interpretation der Quantenmechanik. Im Jahr 1951 erschien Bohms Lehrbuch der Quantentheorie, in welchem er noch die Kopenhagener Deutung befürwortet. In einem Interview 1992 sagte er, dass er Ende der 1940er Jahre diese Deutung in Frage zu stellen begonnen hatte. In den 1950er Jahren entwickelte er als Alternative dazu die bohmsche Mechanik, eine nichtlineare deterministische Theorie mit verborgenen Variablen und der in äquivalenter Form bereits von de Broglie vertretenen Annahme einer Führungswelle (Pilot Wave). Seit dieser Zeit beschäftigte er sich auch mit den philosophischen Implikationen der Quantenmechanik, insbesondere dem Paradox der Nichtlokalität.
Mit seinem Doktoranden Yakir Aharonov sagte er 1959 einen Quanteneffekt voraus, welcher im Folgejahr eine experimentelle Bestätigung erfuhr und der nach ihnen Aharonov-Bohm-Effekt genannt wurde. Erst nach ihrer Veröffentlichung erfuhren sie, dass Werner Ehrenberg und Raymond E. Siday den Effekt bereits 1949, und Walter Franz offenbar bereits 1939 vorausgesagt hatten.

## Philosophisches Werk
Eng verbunden mit Bohms Arbeiten zur Interpretation der Quantenmechanik waren seine philosophischen Interessen. Bohm beschäftigte sich vor allem in seinem letzten Lebensdrittel (ca. 1970–1992) mit der Entwicklung und Erprobung eines neuen Dialog-Konzepts. Bei diesem Konzept geht es nicht, wie zum Beispiel im wissenschaftlichen oder politischen Diskurs, um Konsensfindung. Vielmehr ist es das Ziel, durch das Zulassen unterschiedlichster Meinungen und durch weitere erlernbare Kompetenzen kreative Lösungen zu erreichen. Letztlich sollen die Fragmentierung (Zersplitterung) des Denkens überwunden und eine Transformation, also ein grundlegender und dauerhafter Wandel des Individuums und schließlich der gesamten Gesellschaft erreicht werden.
In diesen Zusammenhang ist auch sein Werk Wholeness and the Implicate Order (Die implizite Ordnung) zu stellen. Dort wird versucht, den Problemen, die die Quantenphysik aufwirft, mit Definitionen eines neuen Weltbilds zu begegnen. Die Kennzeichen sind:
- Ganzheitlichkeit,
- Prozesshaftigkeit und
- Nicht-Teilbarkeit.

Explizit verweist Bohm in seinem Werk auf die Möglichkeit, die Quantenhypothese als Hinweis für eine neue Ordnung zu verstehen. Diese implizite Ordnung vergleicht Bohm mit einem Hologramm, in dem in allen Einzelteilen zugleich alle Gesamtaspekte gleichsam „eingefaltet“ sind. Bohm nennt es Holo-Movement.
Bohm glaubte bis zu seinem Tod nicht daran, dass die Wissenschaft in der Lage sei, zu einem Ende in der Suche nach Erkenntnissen zu kommen. Er ging davon aus, dass sich die Wissenschaft in völlig unerwartete Richtungen entwickeln würde und dass die Mathematik nicht die einzige Methode sei, um die Wirklichkeit zu erfassen. Er hoffte, dass künftige Wissenschaftler bei der Modellierung der Natur neue Quellen für Metaphern und Analogien finden würden, anstatt sich so sehr auf die Mathematik zu verlassen. Er erwartete, dass Wissenschaft und Kunst eines Tages miteinander verschmelzen würden; die Trennung von Kunst und Wissenschaft sei nur eine vorläufige.
Bohm war ein Zeitgenosse und Bewunderer von Jiddu Krishnamurti und begründete in England die Krishnamurti-Schule Brockwood-Park mit. Zahlreiche Schriften sind aus dieser Beziehung und Diskussion zwischen dem Physiker und dem Philosophen entstanden. Krishnamurti behauptete, Bohm habe sein Werk verstanden.

## Rezeption
Einstein sagte von Bohm, dass dieser der Einzige sei, der über die Quantenmechanik hinauskommen könne. In einem Brief vom 12. Mai 1952 an Max Born kann Einstein aber auch ganz anders urteilen: „Hast Du gesehen, dass der Bohm (wie übrigens vor 25 Jahren schon de Broglie) glaubt, dass er die Quantentheorie deterministisch umdeuten kann? Der Weg scheint mir zu billig. Aber Du kannst das natürlich besser beurteilen.“
Bohms Bücher gewannen für einige Zeit in manchen Kreisen einen regelrechten Kultstatus; er selbst wurde zu einem Idol für Menschen, die durch die Physik zu mystischer Erleuchtung gelangen wollten. Darstellungen zu Bohms Positionen finden sich z. B. bei John Gribbin und John Horgan. Eine Zusammenfassung der philosophischen Implikationen liefert Stefan Bauberger.
Hans-Dieter Mutschler bezeichnet Bohm im Hinblick auf seine Überlegungen zur „impliziten Ordnung“ als New-Age-Physiker. Diese Überlegungen, die Rüdiger Vaas „ans Esoterische grenzende Spekulationen“ nennt, wurden ihm „übel ausgelegt“. Sie fanden Anklang in der New-Age-Bewegung und Esoterik.

## Veröffentlichungen
- Quantum Theory, New York, Prentice Hall 1951, Dover 1989
- Special Theory of Relativity, Addison-Wesley 1989
- Causality and Chance in Modern Physics, Van Nostrand 1957
- Wholeness and the Implicate Order, Routledge, London 1980, ISBN 0-415-28978-5.
- Die implizite Ordnung. Grundlagen eines dynamischen Holismus, Goldmann, München 1987, ISBN 3-442-14036-6.
- Hrsg. mit Donald Factor: Die verborgene Ordnung des Lebens, Aquamarin Verlag, Grafing 1988, ISBN 3-922936-66-0.
- mit Francis David Peat: Das neue Weltbild. Naturwissenschaft, Ordnung und Kreativität, Goldmann, München 1990, ISBN 3-442-11489-6.
- On Dialogue. Herausgegeben von Lee Nichol. Routledge, London und New York 1996
  - Deutsche Ausgabe: Der Dialog. Das offene Gespräch am Ende der Diskussionen. Aus dem Englischen von Anke Grube. Herausgegeben von Lee Nichol. Klett-Cotta, Stuttgart 1998, ISBN 3-608-91857-4; 5. Auflage ebenda 2008.
- mit Krishnamurti: The Ending of Time, Victor Gollancz 1985
- mit Basil Hiley: The undivided universe: an ontological interpretation of quantum mechanics, Routledge 1993